# يوهان تسركليه (كونت تيلي)

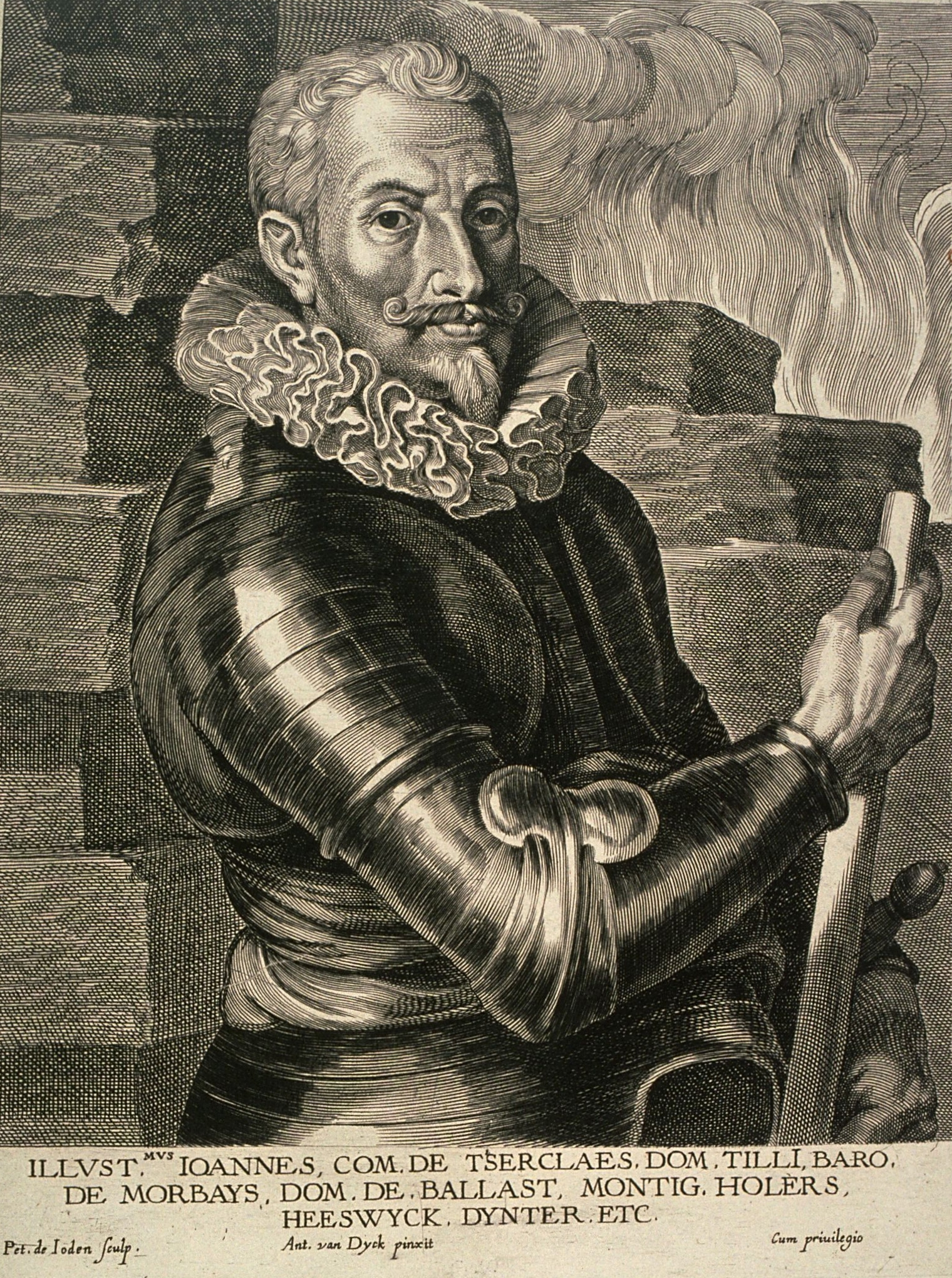
يوهان تسركليه، كونت تيلي (1559-1632)

يوهان تسركليه، كونت تيلي (نيفيل، فبراير 1559 - إنغولشتادت، 30 أبريل 1632) ، المعروف باسم الراهب المدرع، كان قائد (فيلد ماريشال) القوات الكاثوليكية خلال المراحل المبكرة الحرب الأعوام الثلاثين '، حقق خلالها سلسلة ملفتة من الانتصارات ضد القوات البوهيمي والبروتستانتية والدانماركية، قبل أن يهزم ويقتل على يد القوات السويدية تحت قيادة غوستاف الثاني أدولف ملك السويد. كان إلى جانب ألبرشت فون فالنشتاين أحد قائدي هيئة أركان قوات الإمبراطورية الرومانية المقدسة ، أحدا أشهر قادة الكاثوليك بالحرب.

## روابط خارجية
- يوهان تسركليه، كونت تيلي على موقع الموسوعة البريطانية (الإنجليزية)